# Cyphosperma trichospadix
Cyphosperma trichospadix är en enhjärtbladig växtart som först beskrevs av Karl Ewald Maximilian Burret, och fick sitt nu gällande namn av Harold Emery Moore. Cyphosperma trichospadix ingår i släktet Cyphosperma och familjen Arecaceae. IUCN kategoriserar arten globalt som sårbar. Inga underarter finns listade i Catalogue of Life.